# Janez Porenta
Janez Porenta (ur. 3 czerwca 1896, zm. 13 czerwca 1942) – słoweński gimnastyk, w barwach Jugosławii brązowy medalista olimpijski z Amsterdamu.
Igrzyska w 1928 były jego drugimi igrzyskami olimpijskimi, debiutował w 1924. Medal wywalczył w drużynowym wieloboju, reprezentację Jugosławii wspólnie z nim tworzyli Edvard Antosiewicz, Stane Derganc, Dragutin Ciotti, Anton Malej, Boris Gregorka, Jože Primožič i Leon Štukelj. W czasie II wojny światowej należał do Frontu Wyzwolenia Ludu Słoweńskiego. Został rozstrzelany w miejscu kaźni zwanym Gramozna jama przez włoskie siły okupacyjne. 